# Patoka (Indiana)
Patoka é uma cidade  localizada no estado americano de Indiana, no Condado de Gibson.

## Demografia
Segundo o censo americano de 2000, a sua população era de 749 habitantes.
Em 2006, foi estimada uma população de 789, um aumento de 40 (5.3%).

## Geografia
De acordo com o United States Census Bureau tem uma área de
1,8 km², dos quais 1,8 km² cobertos por terra e 0,0 km² cobertos por água. Patoka localiza-se a aproximadamente 138 m acima do nível do mar.

## Localidades na vizinhança
O diagrama seguinte representa as localidades num raio de 16 km ao redor de Patoka.